# Кааманьо, Хасинто
Хасинто Кааманьо Моралеха (исп. Jacinto Caamaño Moraleja, 1759—1825?) — испанский мореплаватель.
Родился в Мадриде в знатной семье из Галисии; его родителями были Хуан Фернандес де Кааманьо и Мариана Моралеха Алосен. В 18 лет вступил во флот, участвовал в испанской торговой миссии в Константинополь. В 1787 году совершил путешествие на Кубу, а затем был переведён в Сан-Блас на тихоокеанском побережье вице-королевства Новая Испания; к тому времени Хасинто Кааманьо уже имел звание «лейтенант фрегата». В 1790 году фрегат «Nuestra Señora del Rosario» совершил плавание из Сан-Бласа в залив Нутка.
В 1792 году на фрегате «Aránzazu» Хасинто Кааманьо отплыл в залив Букарели, и выполнил детальное обследование побережья оттуда на юг вплоть до залива Нутка на острове Ванкувер. К тому времени большая часть побережья уже была изучена европейскими исследователями, однако некоторые места (такие как южная часть острова Принца Уэльского) оставались пропущенными. После экспедиции Кааманьо на картах остались такие названия, как канал Ревильяхихедо, проход Кааманьо, остров Сайас. Однако отчёт об экспедиции Кааманьо долгое время не был опубликован, и его открытия оставались неизвестными, хотя Джордж Ванкувер, встретивший Кааманьо, сделал копию его карт (в особенности мест к северу от Диксон-Энтранс), и внёс часть данных Кааманьо названий в свой атлас.
После возвращения в Сан-Блас Кааманьо совершил плавание через Тихий океан до Филиппин. С 1794 по 1807 годы он занимал различные посты в современных Мексике и Перу, женившись в это время на Франсиске де Артета Сантистеван из современного Эквадора; у них родилось восемь детей. Известно, что в 1820 году он проживал в Гуаякиле, однако никаких сведений о его дальнейшей судьбе не имеется.
Президент Эквадора Хосе Пласидо Кааманьо являлся внуком Хасинто Кааманьо.
В честь Хасинто Кааманьо названы остров Камано в системе заливов Пьюджет-Саунд (административно входит в округ Айленд американского штата Вашингтон), пролив Кааманьо, идущий на восток от пролива Хекате в Канаде, и лежащий севернее пролива Кааманьо остров Хасинто.